# Orussidae
Las avispas orúsidas (Orussidae) —también llamadas avispas parasíticas de la madera— constituyen una familia perteneciente al suborden Symphyta. Se conocen 85 especies vivientes y cuatro extintas. Ocupan una posición clave en el análisis filogenético de Hymenoptera porque forman el taxón hermano del diverso grupo de Apocrita. Los antepasados comunes de estos dos grupos fueron los primeros himenópteros en adoptar el parasitismo como estilo de vida.

## Descripción

### Adulto
Los adultos miden de 2 a 23 mm de longitud. Son predominantemente negros, pero algunas especies, como Chalinus, Mocsarya y Orussobaius, tienen colores metálicos. Algunas especies tienen el tórax o el abdomen de color rojo y con pilosidad. Muchas especies de Orussus tienen manchas blancas en las patas.
Las antenas de los machos tienen 11 segmentos, las de las hembras, solo 10. En las hembras los segmentos distales de las antenas están modificados (el 9 grande y el 10 muy pequeño) y tienen la función en detectar  larvas ocultas en la madera que sirven de huéspedes a su progenie. A diferencia de otros sínfitos, las antenas se insertan cerca del borde inferior del ojo compuesto y cerca de las mandíbulas. Las mandíbulas son ortognatas (dirigidas hacia adelante) y carecen de dientes. Tienen un número variable de palpómeros (segmentos de los palpos) de la maxila y del labium, lo cual sirve para la identificación taxonómica.
En las alas, algunas de las venas transversales están reducidas en comparación con la venación más completa de otros himenópteros basales. El cuerpo está marcadamente esclerotizado. El tegumento presenta una microestructura que varía según las especies y sirve para la identificación. El ovipositor es más largo que el cuerpo y es llevado bajo el abdomen y tórax replegado.
Orussidae y Stephanidae son los únicos himenópteros en que la cabeza lleva una corona de dientes alrededor del ocelo frontal. Orussidae se distingue de Stephanidae porque esta posee una "cintura de avispa".

### Larva
La larva es diferente a la de otros sínfitos y similar a la de los himenópteros apócritos. Algunos rasgos están reducidos debido a su vida parasitaria dentro de túneles de insectos taladradores de madera. La larva es blanca, subcilíndrica, poco esclerotizada con marcada cápsula cefálica. Las piezas bucales se dirigen hacia abajo (hipognato). Los ojos y las patas están reducidos o totalmente ausentes. Las maxilas y el labium carecen de palpos. La superficie del cuerpo está dividida en tres segmentos claramente distintos, cada uno lleva una hilera transverssal de 8 a 10 espinas dirigidas hacia atrás.

## Biología y comportamiento
Las avispas orúsidas son coleccionadas raramente. Su abundancia varía a través de los años y está sujeta a marcadas fluctuaciones. Son termófilas (prefieren el calor) y son más activas durante las horas más calientes del día.
La biología de la mayoría de las larvas permanece desconocida. Los orúsidos son parasitoides de larvas de la madera, especialmente de escarabajos como Buprestidae, Cerambycidae y de himenópteros como Siricidae y Xiphydriidae. Se suele encontrar a los adultos corriendo rápidamente a lo largo de troncos de árboles muertos.
Las hembras generan vibraciones con sus antenas dando rápidos golpecitos en la madera(una forma de ecografía) para localizar a larvas escondidas en la madera. Tienen receptores de las vibraciones en sus patas. Cuando la hembra localiza un huésped adecuado perfora la madera con su largo ovipositor y deposita un huevo. El huevo es alargado con un pequeño ensanchamiento en el extremo anterior y otro más grande en el extremo posterior. El huevo se enrolla alrededor del huésped. Es posible que en algunas especies el huevo sea depositado en un túnel en las proximidades del huésped y la larva orúsida tiene que arrastrarse hasta su huésped. En la especie Guiglia schauinslandi la larva vive en el exterior del huésped durante los dos primeros estadios, luego penetra el huésped muerto y en estado de descomposición y permanece allí hasta el estadio adulto.

## Taxonomía
Numerosos estudios morfológicos y genéticos indican que Orussidae es el taxón hermano de Apocrita (abejas, avispas y hormigas). Por lo tanto, la vida parasítica evolucionó en los antepasados comunes de Orussidae y Apocrita. 
Tiempo atrás Orussidae solía ser colocada en un suborden separado, Idiogastra, pero ahora se la coloca en su propia superfamilia, Orussoidea. Orussidae es decididamente monofilética. Las tribus y subfamilias de Orussidae han sido abandonadas ya que las subdividiones tempranas no han podido ser corroboradas por los análisis filogenéticos.
|                         | Xiphydrioidea (avispas de la madera) |
|                         | |
| parasitismo             | \| \| Orussoidea (avispas parasíticas de la madera) \| \| \| \| \| cintura de avispa 200ma \| Apocrita (hormigas, abejas y avispas) \| \| \| Apocrita (hormigas, abejas y avispas) \| |
|                         | \| \| Orussoidea (avispas parasíticas de la madera) \| \| \| \| \| cintura de avispa 200ma \| Apocrita (hormigas, abejas y avispas) \| \| \| Apocrita (hormigas, abejas y avispas) \| |
|                         | Orussoidea (avispas parasíticas de la madera) |
|                         | |
| cintura de avispa 200ma | Apocrita (hormigas, abejas y avispas) |
|                         | Apocrita (hormigas, abejas y avispas) |

|                         | Orussoidea (avispas parasíticas de la madera) |
|                         |                                               |
| cintura de avispa 200ma | Apocrita (hormigas, abejas y avispas)         |
|                         | Apocrita (hormigas, abejas y avispas)         |

|                         | Xiphydrioidea (avispas de la madera) |
|                         | |
| parasitismo             | \| \| Orussoidea (avispas parasíticas de la madera) \| \| \| \| \| cintura de avispa 200ma \| Apocrita (hormigas, abejas y avispas) \| \| \| Apocrita (hormigas, abejas y avispas) \| |
|                         | \| \| Orussoidea (avispas parasíticas de la madera) \| \| \| \| \| cintura de avispa 200ma \| Apocrita (hormigas, abejas y avispas) \| \| \| Apocrita (hormigas, abejas y avispas) \| |
|                         | Orussoidea (avispas parasíticas de la madera) |
|                         | |
| cintura de avispa 200ma | Apocrita (hormigas, abejas y avispas) |
|                         | Apocrita (hormigas, abejas y avispas) |

|                         | Orussoidea (avispas parasíticas de la madera) |
|                         |                                               |
| cintura de avispa 200ma | Apocrita (hormigas, abejas y avispas)         |
|                         | Apocrita (hormigas, abejas y avispas)         |

|                         | Xiphydrioidea (avispas de la madera) |
|                         | |
| parasitismo             | \| \| Orussoidea (avispas parasíticas de la madera) \| \| \| \| \| cintura de avispa 200ma \| Apocrita (hormigas, abejas y avispas) \| \| \| Apocrita (hormigas, abejas y avispas) \| |
|                         | \| \| Orussoidea (avispas parasíticas de la madera) \| \| \| \| \| cintura de avispa 200ma \| Apocrita (hormigas, abejas y avispas) \| \| \| Apocrita (hormigas, abejas y avispas) \| |
|                         | Orussoidea (avispas parasíticas de la madera) |
|                         | |
| cintura de avispa 200ma | Apocrita (hormigas, abejas y avispas) |
|                         | Apocrita (hormigas, abejas y avispas) |

|                         | Orussoidea (avispas parasíticas de la madera) |
|                         |                                               |
| cintura de avispa 200ma | Apocrita (hormigas, abejas y avispas)         |
|                         | Apocrita (hormigas, abejas y avispas)         |

|                         | Xiphydrioidea (avispas de la madera) |
|                         | |
| parasitismo             | \| \| Orussoidea (avispas parasíticas de la madera) \| \| \| \| \| cintura de avispa 200ma \| Apocrita (hormigas, abejas y avispas) \| \| \| Apocrita (hormigas, abejas y avispas) \| |
|                         | \| \| Orussoidea (avispas parasíticas de la madera) \| \| \| \| \| cintura de avispa 200ma \| Apocrita (hormigas, abejas y avispas) \| \| \| Apocrita (hormigas, abejas y avispas) \| |
|                         | Orussoidea (avispas parasíticas de la madera) |
|                         | |
| cintura de avispa 200ma | Apocrita (hormigas, abejas y avispas) |
|                         | Apocrita (hormigas, abejas y avispas) |

|                         | Orussoidea (avispas parasíticas de la madera) |
|                         |                                               |
| cintura de avispa 200ma | Apocrita (hormigas, abejas y avispas)         |
|                         | Apocrita (hormigas, abejas y avispas)         |

|                         | Xiphydrioidea (avispas de la madera) |
|                         | |
| parasitismo             | \| \| Orussoidea (avispas parasíticas de la madera) \| \| \| \| \| cintura de avispa 200ma \| Apocrita (hormigas, abejas y avispas) \| \| \| Apocrita (hormigas, abejas y avispas) \| |
|                         | \| \| Orussoidea (avispas parasíticas de la madera) \| \| \| \| \| cintura de avispa 200ma \| Apocrita (hormigas, abejas y avispas) \| \| \| Apocrita (hormigas, abejas y avispas) \| |
|                         | Orussoidea (avispas parasíticas de la madera) |
|                         | |
| cintura de avispa 200ma | Apocrita (hormigas, abejas y avispas) |
|                         | Apocrita (hormigas, abejas y avispas) |

|                         | Orussoidea (avispas parasíticas de la madera) |
|                         |                                               |
| cintura de avispa 200ma | Apocrita (hormigas, abejas y avispas)         |
|                         | Apocrita (hormigas, abejas y avispas)         |

|                         | Xiphydrioidea (avispas de la madera) |
|                         | |
| parasitismo             | \| \| Orussoidea (avispas parasíticas de la madera) \| \| \| \| \| cintura de avispa 200ma \| Apocrita (hormigas, abejas y avispas) \| \| \| Apocrita (hormigas, abejas y avispas) \| |
|                         | \| \| Orussoidea (avispas parasíticas de la madera) \| \| \| \| \| cintura de avispa 200ma \| Apocrita (hormigas, abejas y avispas) \| \| \| Apocrita (hormigas, abejas y avispas) \| |
|                         | Orussoidea (avispas parasíticas de la madera) |
|                         | |
| cintura de avispa 200ma | Apocrita (hormigas, abejas y avispas) |
|                         | Apocrita (hormigas, abejas y avispas) |

|                         | Orussoidea (avispas parasíticas de la madera) |
|                         |                                               |
| cintura de avispa 200ma | Apocrita (hormigas, abejas y avispas)         |
|                         | Apocrita (hormigas, abejas y avispas)         |

|                         | Xiphydrioidea (avispas de la madera) |
|                         | |
| parasitismo             | \| \| Orussoidea (avispas parasíticas de la madera) \| \| \| \| \| cintura de avispa 200ma \| Apocrita (hormigas, abejas y avispas) \| \| \| Apocrita (hormigas, abejas y avispas) \| |
|                         | \| \| Orussoidea (avispas parasíticas de la madera) \| \| \| \| \| cintura de avispa 200ma \| Apocrita (hormigas, abejas y avispas) \| \| \| Apocrita (hormigas, abejas y avispas) \| |
|                         | Orussoidea (avispas parasíticas de la madera) |
|                         | |
| cintura de avispa 200ma | Apocrita (hormigas, abejas y avispas) |
|                         | Apocrita (hormigas, abejas y avispas) |

|                         | Orussoidea (avispas parasíticas de la madera) |
|                         |                                               |
| cintura de avispa 200ma | Apocrita (hormigas, abejas y avispas)         |
|                         | Apocrita (hormigas, abejas y avispas)         |

|                         | Xiphydrioidea (avispas de la madera) |
|                         | |
| parasitismo             | \| \| Orussoidea (avispas parasíticas de la madera) \| \| \| \| \| cintura de avispa 200ma \| Apocrita (hormigas, abejas y avispas) \| \| \| Apocrita (hormigas, abejas y avispas) \| |
|                         | \| \| Orussoidea (avispas parasíticas de la madera) \| \| \| \| \| cintura de avispa 200ma \| Apocrita (hormigas, abejas y avispas) \| \| \| Apocrita (hormigas, abejas y avispas) \| |
|                         | Orussoidea (avispas parasíticas de la madera) |
|                         | |
| cintura de avispa 200ma | Apocrita (hormigas, abejas y avispas) |
|                         | Apocrita (hormigas, abejas y avispas) |

|                         | Orussoidea (avispas parasíticas de la madera) |
|                         |                                               |
| cintura de avispa 200ma | Apocrita (hormigas, abejas y avispas)         |
|                         | Apocrita (hormigas, abejas y avispas)         |

|                         | Xiphydrioidea (avispas de la madera) |
|                         | |
| parasitismo             | \| \| Orussoidea (avispas parasíticas de la madera) \| \| \| \| \| cintura de avispa 200ma \| Apocrita (hormigas, abejas y avispas) \| \| \| Apocrita (hormigas, abejas y avispas) \| |
|                         | \| \| Orussoidea (avispas parasíticas de la madera) \| \| \| \| \| cintura de avispa 200ma \| Apocrita (hormigas, abejas y avispas) \| \| \| Apocrita (hormigas, abejas y avispas) \| |
|                         | Orussoidea (avispas parasíticas de la madera) |
|                         | |
| cintura de avispa 200ma | Apocrita (hormigas, abejas y avispas) |
|                         | Apocrita (hormigas, abejas y avispas) |

|                         | Orussoidea (avispas parasíticas de la madera) |
|                         |                                               |
| cintura de avispa 200ma | Apocrita (hormigas, abejas y avispas)         |
|                         | Apocrita (hormigas, abejas y avispas)         |

|                         | Xiphydrioidea (avispas de la madera) |
|                         | |
| parasitismo             | \| \| Orussoidea (avispas parasíticas de la madera) \| \| \| \| \| cintura de avispa 200ma \| Apocrita (hormigas, abejas y avispas) \| \| \| Apocrita (hormigas, abejas y avispas) \| |
|                         | \| \| Orussoidea (avispas parasíticas de la madera) \| \| \| \| \| cintura de avispa 200ma \| Apocrita (hormigas, abejas y avispas) \| \| \| Apocrita (hormigas, abejas y avispas) \| |
|                         | Orussoidea (avispas parasíticas de la madera) |
|                         | |
| cintura de avispa 200ma | Apocrita (hormigas, abejas y avispas) |
|                         | Apocrita (hormigas, abejas y avispas) |

|                         | Orussoidea (avispas parasíticas de la madera) |
|                         |                                               |
| cintura de avispa 200ma | Apocrita (hormigas, abejas y avispas)         |
|                         | Apocrita (hormigas, abejas y avispas)         |

|                         | Xiphydrioidea (avispas de la madera) |
|                         | |
| parasitismo             | \| \| Orussoidea (avispas parasíticas de la madera) \| \| \| \| \| cintura de avispa 200ma \| Apocrita (hormigas, abejas y avispas) \| \| \| Apocrita (hormigas, abejas y avispas) \| |
|                         | \| \| Orussoidea (avispas parasíticas de la madera) \| \| \| \| \| cintura de avispa 200ma \| Apocrita (hormigas, abejas y avispas) \| \| \| Apocrita (hormigas, abejas y avispas) \| |
|                         | Orussoidea (avispas parasíticas de la madera) |
|                         | |
| cintura de avispa 200ma | Apocrita (hormigas, abejas y avispas) |
|                         | Apocrita (hormigas, abejas y avispas) |

|                         | Orussoidea (avispas parasíticas de la madera) |
|                         |                                               |
| cintura de avispa 200ma | Apocrita (hormigas, abejas y avispas)         |
|                         | Apocrita (hormigas, abejas y avispas)         |

|                         | Xiphydrioidea (avispas de la madera) |
|                         | |
| parasitismo             | \| \| Orussoidea (avispas parasíticas de la madera) \| \| \| \| \| cintura de avispa 200ma \| Apocrita (hormigas, abejas y avispas) \| \| \| Apocrita (hormigas, abejas y avispas) \| |
|                         | \| \| Orussoidea (avispas parasíticas de la madera) \| \| \| \| \| cintura de avispa 200ma \| Apocrita (hormigas, abejas y avispas) \| \| \| Apocrita (hormigas, abejas y avispas) \| |
|                         | Orussoidea (avispas parasíticas de la madera) |
|                         | |
| cintura de avispa 200ma | Apocrita (hormigas, abejas y avispas) |
|                         | Apocrita (hormigas, abejas y avispas) |

|                         | Orussoidea (avispas parasíticas de la madera) |
|                         |                                               |
| cintura de avispa 200ma | Apocrita (hormigas, abejas y avispas)         |
|                         | Apocrita (hormigas, abejas y avispas)         |

|                         | Xiphydrioidea (avispas de la madera) |
|                         | |
| parasitismo             | \| \| Orussoidea (avispas parasíticas de la madera) \| \| \| \| \| cintura de avispa 200ma \| Apocrita (hormigas, abejas y avispas) \| \| \| Apocrita (hormigas, abejas y avispas) \| |
|                         | \| \| Orussoidea (avispas parasíticas de la madera) \| \| \| \| \| cintura de avispa 200ma \| Apocrita (hormigas, abejas y avispas) \| \| \| Apocrita (hormigas, abejas y avispas) \| |
|                         | Orussoidea (avispas parasíticas de la madera) |
|                         | |
| cintura de avispa 200ma | Apocrita (hormigas, abejas y avispas) |
|                         | Apocrita (hormigas, abejas y avispas) |

|                         | Orussoidea (avispas parasíticas de la madera) |
|                         |                                               |
| cintura de avispa 200ma | Apocrita (hormigas, abejas y avispas)         |
|                         | Apocrita (hormigas, abejas y avispas)         |

|                         | Xiphydrioidea (avispas de la madera) |
|                         | |
| parasitismo             | \| \| Orussoidea (avispas parasíticas de la madera) \| \| \| \| \| cintura de avispa 200ma \| Apocrita (hormigas, abejas y avispas) \| \| \| Apocrita (hormigas, abejas y avispas) \| |
|                         | \| \| Orussoidea (avispas parasíticas de la madera) \| \| \| \| \| cintura de avispa 200ma \| Apocrita (hormigas, abejas y avispas) \| \| \| Apocrita (hormigas, abejas y avispas) \| |
|                         | Orussoidea (avispas parasíticas de la madera) |
|                         | |
| cintura de avispa 200ma | Apocrita (hormigas, abejas y avispas) |
|                         | Apocrita (hormigas, abejas y avispas) |

|                         | Orussoidea (avispas parasíticas de la madera) |
|                         |                                               |
| cintura de avispa 200ma | Apocrita (hormigas, abejas y avispas)         |
|                         | Apocrita (hormigas, abejas y avispas)         |

|                         | Xiphydrioidea (avispas de la madera) |
|                         | |
| parasitismo             | \| \| Orussoidea (avispas parasíticas de la madera) \| \| \| \| \| cintura de avispa 200ma \| Apocrita (hormigas, abejas y avispas) \| \| \| Apocrita (hormigas, abejas y avispas) \| |
|                         | \| \| Orussoidea (avispas parasíticas de la madera) \| \| \| \| \| cintura de avispa 200ma \| Apocrita (hormigas, abejas y avispas) \| \| \| Apocrita (hormigas, abejas y avispas) \| |
|                         | Orussoidea (avispas parasíticas de la madera) |
|                         | |
| cintura de avispa 200ma | Apocrita (hormigas, abejas y avispas) |
|                         | Apocrita (hormigas, abejas y avispas) |

|                         | Orussoidea (avispas parasíticas de la madera) |
|                         |                                               |
| cintura de avispa 200ma | Apocrita (hormigas, abejas y avispas)         |
|                         | Apocrita (hormigas, abejas y avispas)         |

|                         | Xiphydrioidea (avispas de la madera) |
|                         | |
| parasitismo             | \| \| Orussoidea (avispas parasíticas de la madera) \| \| \| \| \| cintura de avispa 200ma \| Apocrita (hormigas, abejas y avispas) \| \| \| Apocrita (hormigas, abejas y avispas) \| |
|                         | \| \| Orussoidea (avispas parasíticas de la madera) \| \| \| \| \| cintura de avispa 200ma \| Apocrita (hormigas, abejas y avispas) \| \| \| Apocrita (hormigas, abejas y avispas) \| |
|                         | Orussoidea (avispas parasíticas de la madera) |
|                         | |
| cintura de avispa 200ma | Apocrita (hormigas, abejas y avispas) |
|                         | Apocrita (hormigas, abejas y avispas) |

|                         | Orussoidea (avispas parasíticas de la madera) |
|                         |                                               |
| cintura de avispa 200ma | Apocrita (hormigas, abejas y avispas)         |
|                         | Apocrita (hormigas, abejas y avispas)         |

|                         | Xiphydrioidea (avispas de la madera) |
|                         | |
| parasitismo             | \| \| Orussoidea (avispas parasíticas de la madera) \| \| \| \| \| cintura de avispa 200ma \| Apocrita (hormigas, abejas y avispas) \| \| \| Apocrita (hormigas, abejas y avispas) \| |
|                         | \| \| Orussoidea (avispas parasíticas de la madera) \| \| \| \| \| cintura de avispa 200ma \| Apocrita (hormigas, abejas y avispas) \| \| \| Apocrita (hormigas, abejas y avispas) \| |
|                         | Orussoidea (avispas parasíticas de la madera) |
|                         | |
| cintura de avispa 200ma | Apocrita (hormigas, abejas y avispas) |
|                         | Apocrita (hormigas, abejas y avispas) |

|                         | Orussoidea (avispas parasíticas de la madera) |
|                         |                                               |
| cintura de avispa 200ma | Apocrita (hormigas, abejas y avispas)         |
|                         | Apocrita (hormigas, abejas y avispas)         |

|                         | Xiphydrioidea (avispas de la madera) |
|                         | |
| parasitismo             | \| \| Orussoidea (avispas parasíticas de la madera) \| \| \| \| \| cintura de avispa 200ma \| Apocrita (hormigas, abejas y avispas) \| \| \| Apocrita (hormigas, abejas y avispas) \| |
|                         | \| \| Orussoidea (avispas parasíticas de la madera) \| \| \| \| \| cintura de avispa 200ma \| Apocrita (hormigas, abejas y avispas) \| \| \| Apocrita (hormigas, abejas y avispas) \| |
|                         | Orussoidea (avispas parasíticas de la madera) |
|                         | |
| cintura de avispa 200ma | Apocrita (hormigas, abejas y avispas) |
|                         | Apocrita (hormigas, abejas y avispas) |

|                         | Orussoidea (avispas parasíticas de la madera) |
|                         |                                               |
| cintura de avispa 200ma | Apocrita (hormigas, abejas y avispas)         |
|                         | Apocrita (hormigas, abejas y avispas)         |

|                         | Xiphydrioidea (avispas de la madera) |
|                         | |
| parasitismo             | \| \| Orussoidea (avispas parasíticas de la madera) \| \| \| \| \| cintura de avispa 200ma \| Apocrita (hormigas, abejas y avispas) \| \| \| Apocrita (hormigas, abejas y avispas) \| |
|                         | \| \| Orussoidea (avispas parasíticas de la madera) \| \| \| \| \| cintura de avispa 200ma \| Apocrita (hormigas, abejas y avispas) \| \| \| Apocrita (hormigas, abejas y avispas) \| |
|                         | Orussoidea (avispas parasíticas de la madera) |
|                         | |
| cintura de avispa 200ma | Apocrita (hormigas, abejas y avispas) |
|                         | Apocrita (hormigas, abejas y avispas) |

|                         | Orussoidea (avispas parasíticas de la madera) |
|                         |                                               |
| cintura de avispa 200ma | Apocrita (hormigas, abejas y avispas)         |
|                         | Apocrita (hormigas, abejas y avispas)         |

|                         | Xiphydrioidea (avispas de la madera) |
|                         | |
| parasitismo             | \| \| Orussoidea (avispas parasíticas de la madera) \| \| \| \| \| cintura de avispa 200ma \| Apocrita (hormigas, abejas y avispas) \| \| \| Apocrita (hormigas, abejas y avispas) \| |
|                         | \| \| Orussoidea (avispas parasíticas de la madera) \| \| \| \| \| cintura de avispa 200ma \| Apocrita (hormigas, abejas y avispas) \| \| \| Apocrita (hormigas, abejas y avispas) \| |
|                         | Orussoidea (avispas parasíticas de la madera) |
|                         | |
| cintura de avispa 200ma | Apocrita (hormigas, abejas y avispas) |
|                         | Apocrita (hormigas, abejas y avispas) |

|                         | Orussoidea (avispas parasíticas de la madera) |
|                         |                                               |
| cintura de avispa 200ma | Apocrita (hormigas, abejas y avispas)         |
|                         | Apocrita (hormigas, abejas y avispas)         |

|                         | Xiphydrioidea (avispas de la madera) |
|                         | |
| parasitismo             | \| \| Orussoidea (avispas parasíticas de la madera) \| \| \| \| \| cintura de avispa 200ma \| Apocrita (hormigas, abejas y avispas) \| \| \| Apocrita (hormigas, abejas y avispas) \| |
|                         | \| \| Orussoidea (avispas parasíticas de la madera) \| \| \| \| \| cintura de avispa 200ma \| Apocrita (hormigas, abejas y avispas) \| \| \| Apocrita (hormigas, abejas y avispas) \| |
|                         | Orussoidea (avispas parasíticas de la madera) |
|                         | |
| cintura de avispa 200ma | Apocrita (hormigas, abejas y avispas) |
|                         | Apocrita (hormigas, abejas y avispas) |

|                         | Orussoidea (avispas parasíticas de la madera) |
|                         |                                               |
| cintura de avispa 200ma | Apocrita (hormigas, abejas y avispas)         |
|                         | Apocrita (hormigas, abejas y avispas)         |

|                         | Xiphydrioidea (avispas de la madera) |
|                         | |
| parasitismo             | \| \| Orussoidea (avispas parasíticas de la madera) \| \| \| \| \| cintura de avispa 200ma \| Apocrita (hormigas, abejas y avispas) \| \| \| Apocrita (hormigas, abejas y avispas) \| |
|                         | \| \| Orussoidea (avispas parasíticas de la madera) \| \| \| \| \| cintura de avispa 200ma \| Apocrita (hormigas, abejas y avispas) \| \| \| Apocrita (hormigas, abejas y avispas) \| |
|                         | Orussoidea (avispas parasíticas de la madera) |
|                         | |
| cintura de avispa 200ma | Apocrita (hormigas, abejas y avispas) |
|                         | Apocrita (hormigas, abejas y avispas) |

|                         | Orussoidea (avispas parasíticas de la madera) |
|                         |                                               |
| cintura de avispa 200ma | Apocrita (hormigas, abejas y avispas)         |
|                         | Apocrita (hormigas, abejas y avispas)         |

|                         | Xiphydrioidea (avispas de la madera) |
|                         | |
| parasitismo             | \| \| Orussoidea (avispas parasíticas de la madera) \| \| \| \| \| cintura de avispa 200ma \| Apocrita (hormigas, abejas y avispas) \| \| \| Apocrita (hormigas, abejas y avispas) \| |
|                         | \| \| Orussoidea (avispas parasíticas de la madera) \| \| \| \| \| cintura de avispa 200ma \| Apocrita (hormigas, abejas y avispas) \| \| \| Apocrita (hormigas, abejas y avispas) \| |
|                         | Orussoidea (avispas parasíticas de la madera) |
|                         | |
| cintura de avispa 200ma | Apocrita (hormigas, abejas y avispas) |
|                         | Apocrita (hormigas, abejas y avispas) |

|                         | Orussoidea (avispas parasíticas de la madera) |
|                         |                                               |
| cintura de avispa 200ma | Apocrita (hormigas, abejas y avispas)         |
|                         | Apocrita (hormigas, abejas y avispas)         |

|                         | Xiphydrioidea (avispas de la madera) |
|                         | |
| parasitismo             | \| \| Orussoidea (avispas parasíticas de la madera) \| \| \| \| \| cintura de avispa 200ma \| Apocrita (hormigas, abejas y avispas) \| \| \| Apocrita (hormigas, abejas y avispas) \| |
|                         | \| \| Orussoidea (avispas parasíticas de la madera) \| \| \| \| \| cintura de avispa 200ma \| Apocrita (hormigas, abejas y avispas) \| \| \| Apocrita (hormigas, abejas y avispas) \| |
|                         | Orussoidea (avispas parasíticas de la madera) |
|                         | |
| cintura de avispa 200ma | Apocrita (hormigas, abejas y avispas) |
|                         | Apocrita (hormigas, abejas y avispas) |

|                         | Orussoidea (avispas parasíticas de la madera) |
|                         |                                               |
| cintura de avispa 200ma | Apocrita (hormigas, abejas y avispas)         |
|                         | Apocrita (hormigas, abejas y avispas)         |

|                         | Xiphydrioidea (avispas de la madera) |
|                         | |
| parasitismo             | \| \| Orussoidea (avispas parasíticas de la madera) \| \| \| \| \| cintura de avispa 200ma \| Apocrita (hormigas, abejas y avispas) \| \| \| Apocrita (hormigas, abejas y avispas) \| |
|                         | \| \| Orussoidea (avispas parasíticas de la madera) \| \| \| \| \| cintura de avispa 200ma \| Apocrita (hormigas, abejas y avispas) \| \| \| Apocrita (hormigas, abejas y avispas) \| |
|                         | Orussoidea (avispas parasíticas de la madera) |
|                         | |
| cintura de avispa 200ma | Apocrita (hormigas, abejas y avispas) |
|                         | Apocrita (hormigas, abejas y avispas) |

|                         | Orussoidea (avispas parasíticas de la madera) |
|                         |                                               |
| cintura de avispa 200ma | Apocrita (hormigas, abejas y avispas)         |
|                         | Apocrita (hormigas, abejas y avispas)         |

|                         | Xiphydrioidea (avispas de la madera) |
|                         | |
| parasitismo             | \| \| Orussoidea (avispas parasíticas de la madera) \| \| \| \| \| cintura de avispa 200ma \| Apocrita (hormigas, abejas y avispas) \| \| \| Apocrita (hormigas, abejas y avispas) \| |
|                         | \| \| Orussoidea (avispas parasíticas de la madera) \| \| \| \| \| cintura de avispa 200ma \| Apocrita (hormigas, abejas y avispas) \| \| \| Apocrita (hormigas, abejas y avispas) \| |
|                         | Orussoidea (avispas parasíticas de la madera) |
|                         | |
| cintura de avispa 200ma | Apocrita (hormigas, abejas y avispas) |
|                         | Apocrita (hormigas, abejas y avispas) |

|                         | Orussoidea (avispas parasíticas de la madera) |
|                         |                                               |
| cintura de avispa 200ma | Apocrita (hormigas, abejas y avispas)         |
|                         | Apocrita (hormigas, abejas y avispas)         |

|                         | Xiphydrioidea (avispas de la madera) |
|                         | |
| parasitismo             | \| \| Orussoidea (avispas parasíticas de la madera) \| \| \| \| \| cintura de avispa 200ma \| Apocrita (hormigas, abejas y avispas) \| \| \| Apocrita (hormigas, abejas y avispas) \| |
|                         | \| \| Orussoidea (avispas parasíticas de la madera) \| \| \| \| \| cintura de avispa 200ma \| Apocrita (hormigas, abejas y avispas) \| \| \| Apocrita (hormigas, abejas y avispas) \| |
|                         | Orussoidea (avispas parasíticas de la madera) |
|                         | |
| cintura de avispa 200ma | Apocrita (hormigas, abejas y avispas) |
|                         | Apocrita (hormigas, abejas y avispas) |

|                         | Orussoidea (avispas parasíticas de la madera) |
|                         |                                               |
| cintura de avispa 200ma | Apocrita (hormigas, abejas y avispas)         |
|                         | Apocrita (hormigas, abejas y avispas)         |

|                         | Xiphydrioidea (avispas de la madera) |
|                         | |
| parasitismo             | \| \| Orussoidea (avispas parasíticas de la madera) \| \| \| \| \| cintura de avispa 200ma \| Apocrita (hormigas, abejas y avispas) \| \| \| Apocrita (hormigas, abejas y avispas) \| |
|                         | \| \| Orussoidea (avispas parasíticas de la madera) \| \| \| \| \| cintura de avispa 200ma \| Apocrita (hormigas, abejas y avispas) \| \| \| Apocrita (hormigas, abejas y avispas) \| |
|                         | Orussoidea (avispas parasíticas de la madera) |
|                         | |
| cintura de avispa 200ma | Apocrita (hormigas, abejas y avispas) |
|                         | Apocrita (hormigas, abejas y avispas) |

|                         | Orussoidea (avispas parasíticas de la madera) |
|                         |                                               |
| cintura de avispa 200ma | Apocrita (hormigas, abejas y avispas)         |
|                         | Apocrita (hormigas, abejas y avispas)         |

|                         | Xiphydrioidea (avispas de la madera) |
|                         | |
| parasitismo             | \| \| Orussoidea (avispas parasíticas de la madera) \| \| \| \| \| cintura de avispa 200ma \| Apocrita (hormigas, abejas y avispas) \| \| \| Apocrita (hormigas, abejas y avispas) \| |
|                         | \| \| Orussoidea (avispas parasíticas de la madera) \| \| \| \| \| cintura de avispa 200ma \| Apocrita (hormigas, abejas y avispas) \| \| \| Apocrita (hormigas, abejas y avispas) \| |
|                         | Orussoidea (avispas parasíticas de la madera) |
|                         | |
| cintura de avispa 200ma | Apocrita (hormigas, abejas y avispas) |
|                         | Apocrita (hormigas, abejas y avispas) |

|                         | Orussoidea (avispas parasíticas de la madera) |
|                         |                                               |
| cintura de avispa 200ma | Apocrita (hormigas, abejas y avispas)         |
|                         | Apocrita (hormigas, abejas y avispas)         |

|                         | Xiphydrioidea (avispas de la madera) |
|                         | |
| parasitismo             | \| \| Orussoidea (avispas parasíticas de la madera) \| \| \| \| \| cintura de avispa 200ma \| Apocrita (hormigas, abejas y avispas) \| \| \| Apocrita (hormigas, abejas y avispas) \| |
|                         | \| \| Orussoidea (avispas parasíticas de la madera) \| \| \| \| \| cintura de avispa 200ma \| Apocrita (hormigas, abejas y avispas) \| \| \| Apocrita (hormigas, abejas y avispas) \| |
|                         | Orussoidea (avispas parasíticas de la madera) |
|                         | |
| cintura de avispa 200ma | Apocrita (hormigas, abejas y avispas) |
|                         | Apocrita (hormigas, abejas y avispas) |

|                         | Orussoidea (avispas parasíticas de la madera) |
|                         |                                               |
| cintura de avispa 200ma | Apocrita (hormigas, abejas y avispas)         |
|                         | Apocrita (hormigas, abejas y avispas)         |

|                         | Xiphydrioidea (avispas de la madera) |
|                         | |
| parasitismo             | \| \| Orussoidea (avispas parasíticas de la madera) \| \| \| \| \| cintura de avispa 200ma \| Apocrita (hormigas, abejas y avispas) \| \| \| Apocrita (hormigas, abejas y avispas) \| |
|                         | \| \| Orussoidea (avispas parasíticas de la madera) \| \| \| \| \| cintura de avispa 200ma \| Apocrita (hormigas, abejas y avispas) \| \| \| Apocrita (hormigas, abejas y avispas) \| |
|                         | Orussoidea (avispas parasíticas de la madera) |
|                         | |
| cintura de avispa 200ma | Apocrita (hormigas, abejas y avispas) |
|                         | Apocrita (hormigas, abejas y avispas) |

|                         | Orussoidea (avispas parasíticas de la madera) |
|                         |                                               |
| cintura de avispa 200ma | Apocrita (hormigas, abejas y avispas)         |
|                         | Apocrita (hormigas, abejas y avispas)         |

|                         | Xiphydrioidea (avispas de la madera) |
|                         | |
| parasitismo             | \| \| Orussoidea (avispas parasíticas de la madera) \| \| \| \| \| cintura de avispa 200ma \| Apocrita (hormigas, abejas y avispas) \| \| \| Apocrita (hormigas, abejas y avispas) \| |
|                         | \| \| Orussoidea (avispas parasíticas de la madera) \| \| \| \| \| cintura de avispa 200ma \| Apocrita (hormigas, abejas y avispas) \| \| \| Apocrita (hormigas, abejas y avispas) \| |
|                         | Orussoidea (avispas parasíticas de la madera) |
|                         | |
| cintura de avispa 200ma | Apocrita (hormigas, abejas y avispas) |
|                         | Apocrita (hormigas, abejas y avispas) |

|                         | Orussoidea (avispas parasíticas de la madera) |
|                         |                                               |
| cintura de avispa 200ma | Apocrita (hormigas, abejas y avispas)         |
|                         | Apocrita (hormigas, abejas y avispas)         |

## Géneros y especies
Vilhemsen (2003) publicó una clave de los géneros del mundo. La siguiente lista resume los géneros y especies y su distribución geográfica aproximada:
- Argentophrynopus Vilhelmsen & D.R. Smith, 2002: 2 species, Costa Rica y posiblemente  México. Taxonomía: Vilhelmsen & Smith (2002).[15]
- Baltorussus Schedl, 2011: 1 especie extinta, Baltorussus velteni Schedl, 2011 en ámbar báltico. Taxonomía: Schedl (2011).[16]
- Chalinus Konow, 1897: 10 especies afrotropicales. Taxonomía: Vilhelmsen (2001),[17] Vilhelmsen (2005).[18]
- Guiglia Benson, 1938: 7 especies australianas, Guiglia chiliensis Benson, 1955 en Chile. Taxonomía: Vilhelmsen & Smith (2002).[15]
- Kulcania Benson, 1935: 2 especies en Colombia, Costa Rica, México y los Estados Unidos. Taxonomía: Vilhelmsen & Smith (2002).[15]
- Leptorussus Benson, 1955: 3 especies afrotropicales. Taxonomía: Vilhelmsen (2003),[14] Vilhelmsen (2007).[19]
- Mesorussus Rasnitsyn, 1977: 1 especie extinta, Mesorussus taimyrensis Rasnitsyn, 1977. Taxonomía: Rasnitsyn (1977).[20]
- Minyorussus Basibuyuk, Quicke & Rasnitsyn, 2000: 1 especie extinta, Minyorussus luzzii Basibuyuk, Quicke & Rasnitsyn, 2000. Taxonomía: Basibuyuk et al. (2000).[21]
- Mocsarya Konow, 1897: 2 especies, Mocsarya metallica (Mocsáry, 1896) en Indonesia y Sri Lanka, Mocsarya syriaca Benson, 1936 en Grecia y Turquía (no en Siria!). Taxonomía: Vilhelmsen (2001).,[17]
- Ophrella Middlekauff, 1985: 3 especies, O. amazonica (Westwood, 1874) en Guyana francesa, Brasil y Panamá. O. eldorado Vilhelmsen, 2013 y O. seagi Vilhelmsen 2016 en Guyana francesa. Taxonomía: Vilhelmsen & Smith (2002),[15] Vilhelmsen et al. (2013),[22] Vilhelmsen (2016).[23]
- Ophrynon Middlekauff, 1983: 4 especies en California (USA). Taxonomía: Vilhelmsen & Smith (2002),[15] Blank et al. (2010).[24]
- Ophrynopus Konow, 1897 (sinónimo: Stirocorsia Konow, 1879[22]): 16 especies in Japón, Indonesia, Laos, Malasia, Filipinas, Papúa Neuguinea y en los neotrópicos. Taxonomía: Vilhelmsen & Smith (2002),[15] Vilhelmsen et al. (2013).[22]
- Orussobaius Benson, 1938: 8 especies en Australia, Papúa y las islas Tanimbar. Taxonomía: Schmidt & Vilhelmsen (2002),[25] Blank & Vilhelmsen (2016)[26]
- Orussonia Riek, 1955: 2 especies en Australia. Taxonomía: Schmidt & Gibson (2001).[27]
- Orussus Latreille, 1797: 27 especies holárticas y orientales. Taxonomía: Vilhemsen (2003, species of the World),[14] Blank et al. (2006, O. abietinus und O. smithi),[28] Vilhelmsen et al. (2013, species of the World).[29]
- Pedicrista Benson, 1935: 1 especie, Pedicrista hyalina Benson, 1935, en Malawi, Sud África y Zimbabue. Taxonomía: Vilhelmsen (2003).[14]
- Pseudoryssus Guiglia, 1954: 2 especies en el Paleártico. Taxonomía: Kraus (1998),[7] Blank et al. (2006).[28]

## Registro fósil
Se cree que Orussidae se originó en el Jurásico. Se han encontrado fósiles en el Jurásico temprano (Toarciense) de Alemania y en el Jurásico medio de China. Estos fósiles presentan una combinación de rasgos de Orussoidea y de Apocrita basales, o sea rasgos intermedios entre estos dos clados. Ophrynopus peritus (Engel, 2008) fue descrito de ámbar dominicano, Baltorussus velteni (Schedl, 2011) de ámbar báltico, Mesorussus taimyrensis (Rasnitsyn, 1977) del Cretáceo tardío de Taimyr, Siberia y Minyorussus luzzii (Basibuyuk, Quicke & Rasnitsyn, 2000) del Cretáceo tardío de Nueva Jersey.